# Сквер имени Мироненко (Душанбе)
Сквер имени А. Мироненко (г. Душанбе) — расположен в западной части правобрежья реки Душанбинки, г. Душанбе.

## Характеристика
Сквер имени Героя Советского Союза Александра Мироненко, расположен в районе А. Сино г. Душанбе на пересечении улицы Маяковского и проспекта им. Абу Али Сино. Длина сквера составляет — 400 м, ширина — 150 м.

## История
Создание сквера было связано с увековечением памяти воина Александра Мироненко погибшего на афганской войне и получившего посмертно звание Героя Советского Союза. Памятник установлен на центральной аллее и представляет собой прямоугольную плиту. На фоне проёма плиты, на высоком постаменте установлен бюст солдата А. Мироненко в десантном берете и тельняшке. У подножия плиты-стены установлены памятные плиты с именами погибших воинов — таджикистанцев. Территория сквера благоустроена, снабжена дорожками, скамейками и бассейном. Высажены различные образцы деревьев и декоративных кустов, цветы.